# Phalops smaragdinus
Phalops smaragdinus là một loài bọ cánh cứng trong họ Bọ hung (Scarabaeidae).